# Papeterie Saint-Gilles
La papeterie Saint-Gilles est un économusée situé dans le village de Saint-Joseph-de-la-Rive dans Charlevoix au Québec. Elle a été créée en 1965 par Félix-Antoine Savard avec l'aide de Mark Donohue. Elle fabrique depuis près de 60 ans du papier artisanal fait de coton, de façon traditionnelle.

## Histoire
L'édifice de la papeterie a été construit en 1934 comme école du village de Saint-Joseph-de-la-Rive. En 1965, cette dernière est convertie pour devenir un atelier de papier chiné. Le premier maître-papetier a été Georges Audet qui a été formé au moulin à papier de Richard-de-Bas.
En 1988, elle devient un économusée consacré au papier. En plus de l'atelier de fabrication, on y retrouve : un parcours d'interprétation sur les origines du papier et l'histoire de la Papeterie, une boutique de produits haut de gamme et des œuvres de grands maîtres sur papier Saint-Gilles. La papeterie Saint-Gilles est le premier économusée, un concept établi par Cyril Simard, architecte et ethnologue, alors président de la société artisanale. La mission de préservation et de transmission du savoir-faire est au cœur de l'organisme. C'est pourquoi, plusieurs ateliers et activités éducatives sont offertes selon la saison.